# Kyrenia
Kyrenia (tiếng Hy Lạp: Κερύνεια địa phương [t͡ʃeˈɾiɳˑa]; tiếng Thổ Nhĩ Kỳ: Girne [ˈɟiɾne]) là một thành phố trên bờ biển phía bắc của Síp, được ghi nhận là bến cảng và lâu đài lịch sử. Nó nằm dưới sự kiểm soát của de facto của Bắc Síp.
Trong khi có bằng chứng cho thấy Kyrenia đã được dân cư kể từ ca. 5800 đến 3000 trước Công nguyên, theo truyền thống, thành phố được thành lập bởi Achaeans từ Peloponnese sau Cuộc chiến thành Troia. Khi thị trấn phát triển thịnh vượng, người La Mã đã thiết lập nền móng của lâu đài vào thế kỷ 1 sau Công nguyên. Kyrenia đã trở nên quan trọng sau thế kỷ thứ 9 do sự an toàn của lâu đài và đóng vai trò nòng cốt dưới sự cai trị của Lusignan vì thành phố không bao giờ bị lật đổ. Lâu đài đã được người Venice sửa đổi gần đây nhất vào thế kỷ 15, nhưng thành phố đã đầu hàng Đế chế Ottoman vào năm 1571.
Kyrenia là một trung tâm văn hóa và kinh tế, được mô tả là thủ đô du lịch của Bắc Síp. Đây là nơi có nhiều cuộc sống về đêm và một cảng.

## Khí hậu
| Dữ liệu khí hậu của Kyrenia             | Dữ liệu khí hậu của Kyrenia | Dữ liệu khí hậu của Kyrenia | Dữ liệu khí hậu của Kyrenia | Dữ liệu khí hậu của Kyrenia | Dữ liệu khí hậu của Kyrenia | Dữ liệu khí hậu của Kyrenia | Dữ liệu khí hậu của Kyrenia | Dữ liệu khí hậu của Kyrenia | Dữ liệu khí hậu của Kyrenia | Dữ liệu khí hậu của Kyrenia | Dữ liệu khí hậu của Kyrenia | Dữ liệu khí hậu của Kyrenia | Dữ liệu khí hậu của Kyrenia |
| Tháng                                   | 1                           | 2                           | 3                           | 4                           | 5                           | 6                           | 7                           | 8                           | 9                           | 10                          | 11                          | 12                          | Năm                         |
| --------------------------------------- | --------------------------- | --------------------------- | --------------------------- | --------------------------- | --------------------------- | --------------------------- | --------------------------- | --------------------------- | --------------------------- | --------------------------- | --------------------------- | --------------------------- | --------------------------- |
| Trung bình ngày tối đa °C (°F)          | 16 (61)                     | 17 (63)                     | 19 (66)                     | 22 (72)                     | 26 (79)                     | 30 (86)                     | 33 (91)                     | 33 (91)                     | 31 (88)                     | 27 (81)                     | 23 (73)                     | 18 (64)                     | 25 (76)                     |
| Tối thiểu trung bình ngày °C (°F)       | 9 (48)                      | 9 (48)                      | 10 (50)                     | 12 (54)                     | 16 (61)                     | 20 (68)                     | 22 (72)                     | 23 (73)                     | 21 (70)                     | 17 (63)                     | 14 (57)                     | 11 (52)                     | 15 (60)                     |
| Lượng Giáng thủy trung bình mm (inches) | 117 (4.6)                   | 79 (3.1)                    | 60 (2.4)                    | 20 (0.8)                    | 13 (0.5)                    | 2 (0.1)                     | 0 (0)                       | 0 (0)                       | 5 (0.2)                     | 37 (1.5)                    | 68 (2.7)                    | 133 (5.2)                   | 534 (21.1)                  |
| Số ngày mưa trung bình                  | 13                          | 10                          | 7                           | 4                           | 2                           | 0                           | 0                           | 0                           | 1                           | 3                           | 7                           | 11                          | 58                          |
| Số giờ nắng trung bình tháng            | 179.8                       | 173.6                       | 220.1                       | 252                         | 316.2                       | 360                         | 375.1                       | 365.8                       | 300                         | 251.1                       | 186                         | 155                         | 3.134,7                     |
| Nguồn 1: BBC Weather                    |                             |                             |                             |                             |                             |                             |                             |                             |                             |                             |                             |                             |                             |
| Nguồn 2: K.K.T.C                        |                             |                             |                             |                             |                             |                             |                             |                             |                             |                             |                             |                             |                             |

## Thư viện

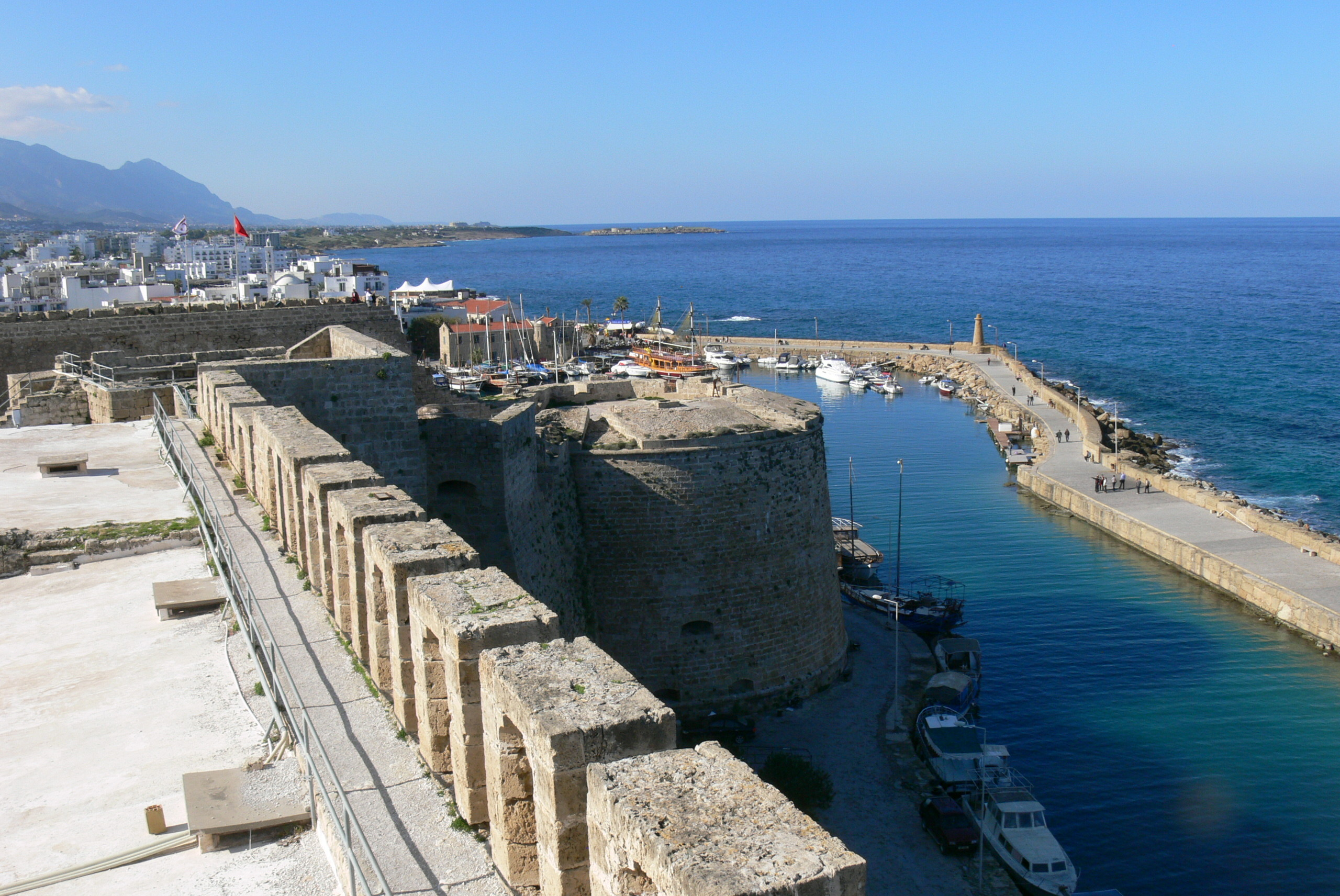
Một cái nhìn từ Kyrenia Castle
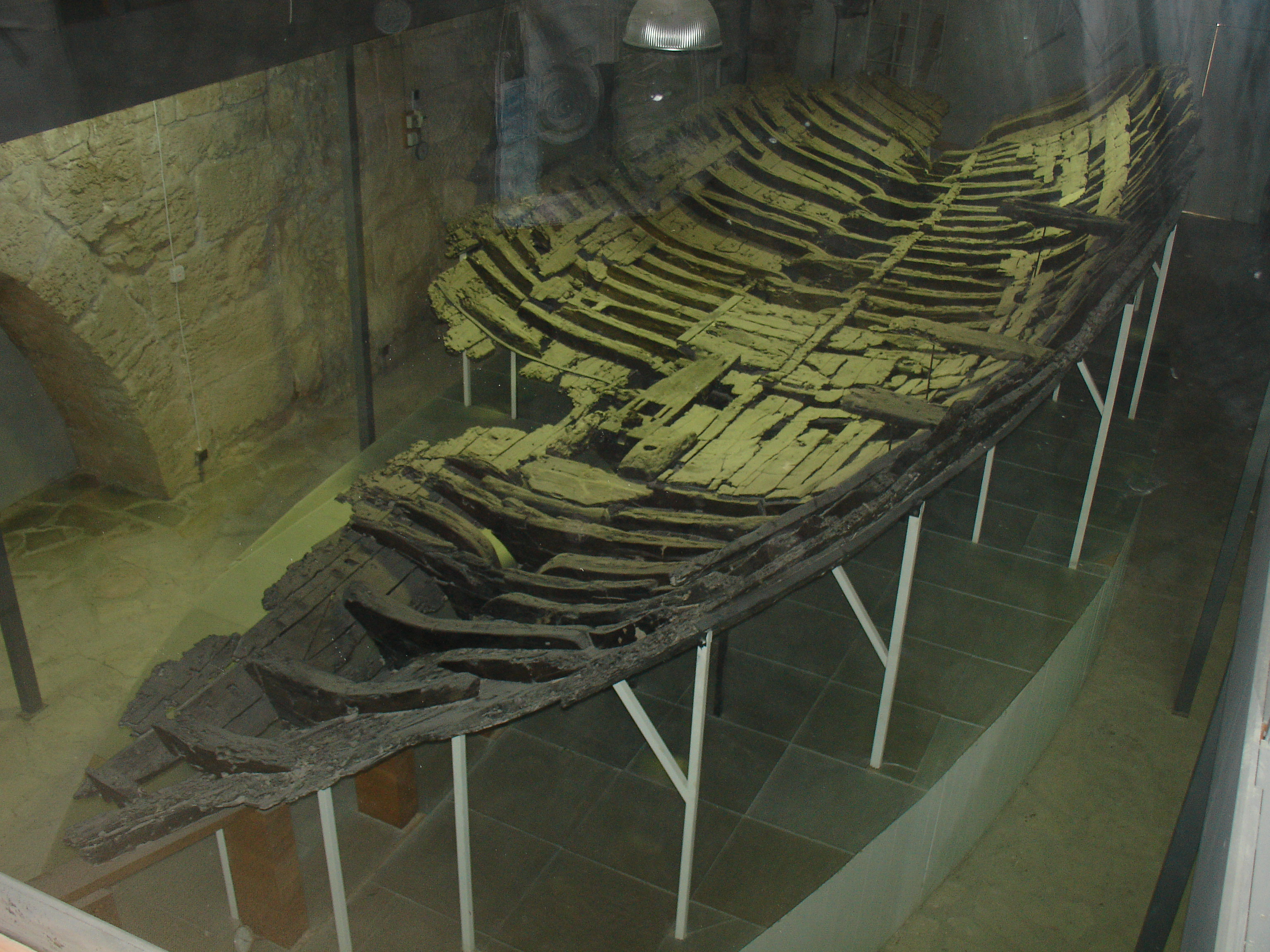
Bảo tàng xác tàu đắm Kyrenia
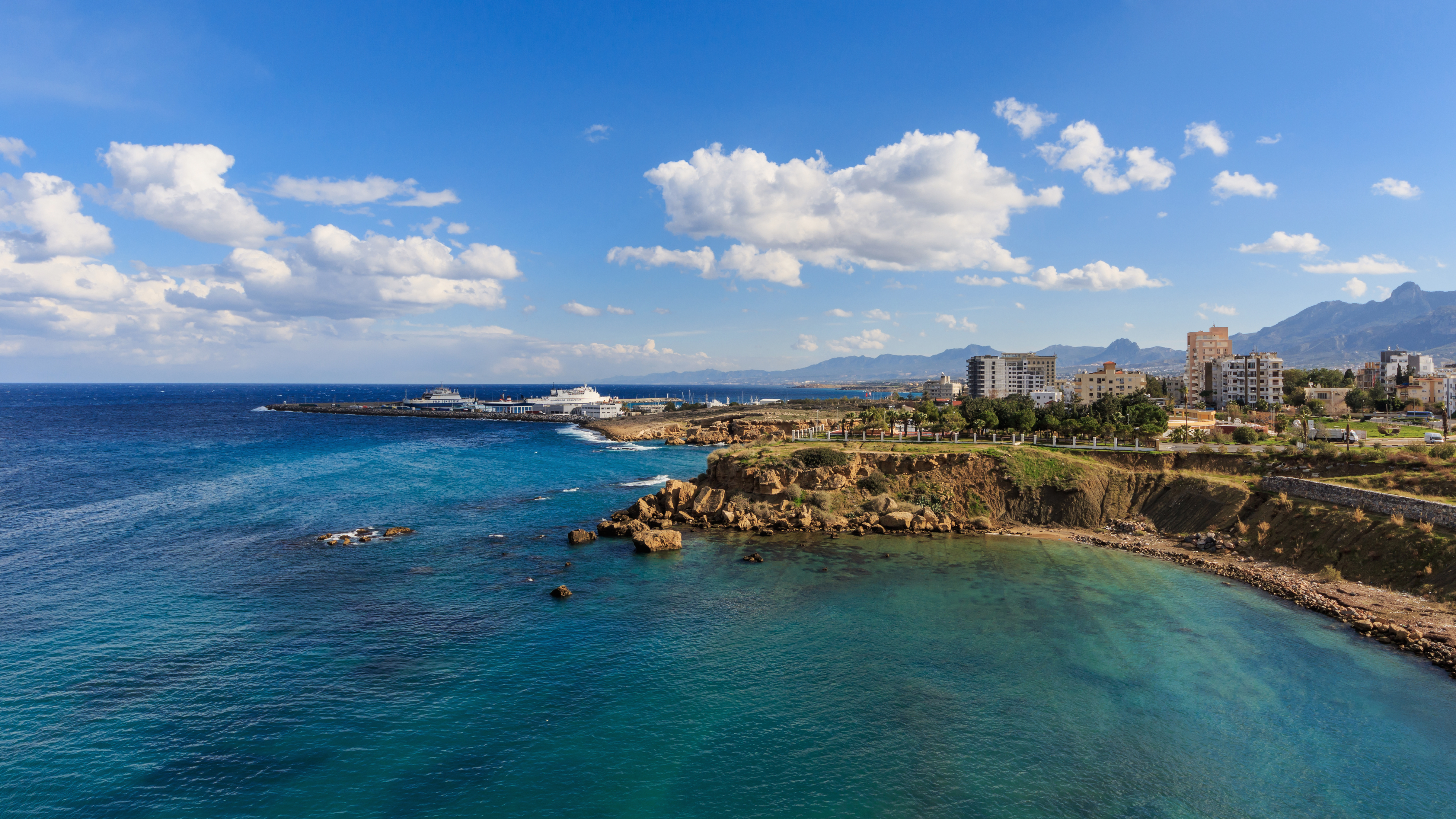
Bến cảng mới của Kyrenia